# Myiophobus
Myiophobus är ett fågelsläkte i familjen tyranner inom ordningen tättingar. Släktet omfattar åtta arter med utbredning i Latinamerika från Costa Rica till centrala Argentina:
- Gyllentyrann (M. flavicans)
- Orangekronad tyrann (M. phoenicomitra)
- Osmyckad tyrann (M. inornatus)
- Roraimatyrann (M. roraimae)
- Olivbröstad tyrann (M. cryptoxanthus)
- Bruntyrann (M. fasciatus)
- Ecuadortyrann (M. crypterythrus)
- Kusttyrann (M. rufescens)